# 가브리에우 베론
가브리에우 베론 퐁세카 지소자 (Gabriel Veron Fonseca de Souza, 2002년 9월 3일 ~ )는 브라질의 축구 선수이며, 크루제이루에서 윙어 또는 공격수로 뛰고 있다.